# Amédée Wilfrid Proulx
Amédée Wilfrid Proulx (* 31. August 1932 in Sanford, Maine; † 22. November 1993 in Portland) war ein US-amerikanischer römisch-katholischer Geistlicher und Weihbischof in Portland.

## Leben
Amédée Wilfrid Proulx studierte Philosophie und Katholische Theologie an den Priesterseminaren St. Hyacinth in Québec und St. Paul in Ottawa. Proulx empfing am 31. Mai 1958 in der Kathedrale Immaculate Conception in Portland durch den Bischof von Portland, Daniel Joseph Feeney, das Sakrament der Priesterweihe.
Proulx war zunächst als Seelsorger in Portland, Caribou, Fort Kent und Auburn tätig. Ab 1966 setzte Amédée Wilfrid Proulx seine Studien an der Katholischen Universität von Amerika in Washington, D.C. fort, wo er ein Lizenziat im Fach Kanonisches Recht erwarb. Von 1968 bis 1970 wirkte Proulx als Sekretär am Kirchengericht des Bistums Portland und als stellvertretender Verantwortlicher für die Ordensleute. Er wurde 1970 Verantwortlicher für die Ordensleute. 1971 verlieh ihm Papst Paul VI. den Titel Päpstlicher Ehrenprälat.
Am 16. September 1975 ernannte ihn Papst Paul VI. zum Titularbischof von Clypia und zum Weihbischof in Portland. Der Bischof von Portland, Edward Cornelius O’Leary, spendete ihm am 12. November desselben Jahres die Bischofsweihe; Mitkonsekratoren waren der Bischof von Manchester, Odore Joseph Gendron, und der Weihbischof in Worcester, Timothy Joseph Harrington. Sein Wahlspruch Life in all its fullness („Leben in Fülle“) stammt aus Joh 10,10 . Als Weihbischof war Amédée Wilfrid Proulx zudem Bischofsvikar für die Ordensleute.